# Sabicea trigemina
Sabicea trigemina är en måreväxtart som beskrevs av Karl Moritz Schumann. Sabicea trigemina ingår i släktet Sabicea och familjen måreväxter. Inga underarter finns listade i Catalogue of Life.